# Nicola Antonio Zingarelli
Nicola Antonio Zingarelli (Nàpols, (Campània), 4 d'abril, 1752 - Torre del Greco, (Campània), 5 de maig, 1837) va ser un compositor italià, principalment d'òpera. Va ser el darrer gran representant de l'escola napolitana.

## Biografia
Zingarelli va néixer a Nàpols, on va estudiar (a partir dels 7 anys) als Conservatoris de música de Nàpols, Santa Maria di Loreto, Escola de música del conservatori amb  Fenaroli i Speranza.
El 1789-1790 Zingarelli va anar a París per compondre Antígona. Va sortir de França precipitadament en el moment de la Revolució Francesa i finalment va tornar a Itàlia. Va ser nomenat mestre de capella la Catedral de Milà el 1793, i hi va romandre fins al 1794, quan va ocupar el prestigiós càrrec de mestre de capella a la "Basilica della Santa Casa", (Loreto).

## Roma

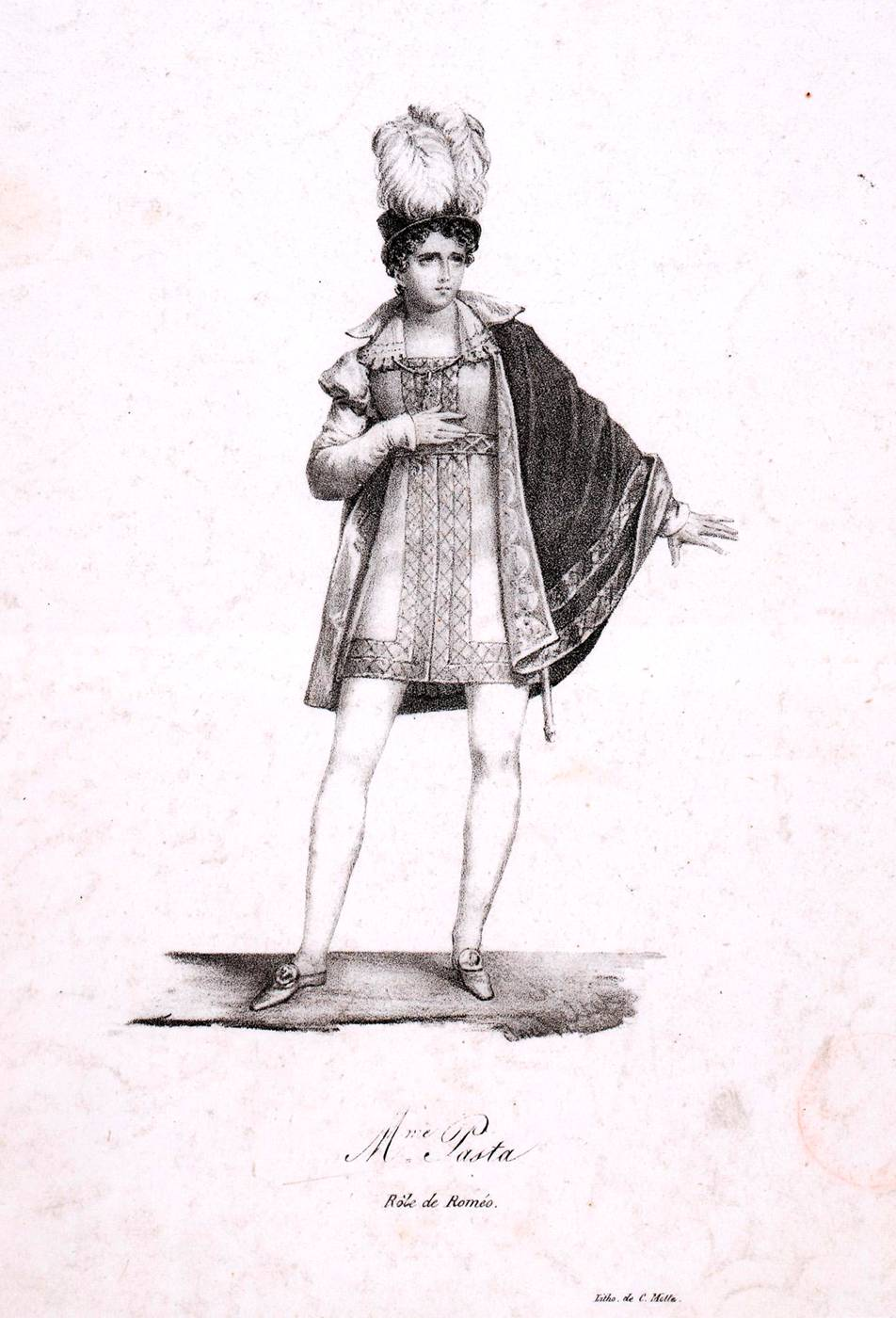
Giuditta Pasta e n el rol de Romeo

El 1804, Zingarelli va ser nomenat mestre de cor de la Capella Sixtina a Roma. Set anys més tard es va negar públicament, com a patriota italià, a dirigir un Te Deum per al fill nounat de Napoleó II de França, conegut com a rei de Roma, a la Basílica de Sant Pere. Com a conseqüència d'aquesta negativa va ser capturat i portat a París. No obstant això, l'emperador va ser un gran admirador de la música de Zingarelli i aviat va donar al compositor la seva llibertat. A més, Zingarelli va rebre una pensió estatal.

## Nàpols
El 1813, Zingarelli es va traslladar a Nàpols, on va esdevenir director del conservatori. Després, el 1816, va substituir Giovanni Paisiello com a mestre de cor de la Catedral de Nàpols, càrrec que va ocupar fins a la seva mort el 1837.
Va morir a Torre del Greco el 1837. Donizetti va escriure una sinfonia funebre per al seu funeral.

## Treballs
Òpera
En la seva carrera inicial, Zingarelli es va concentrar a escriure òpera; el seu debut va ser amb l'opera seria Montezuma, donada al San Carlo el 13 d'agost de 1781, la qual cosa va despertar cert interès, tot i que el públic de Nàpols la va trobar també "apresa". Haydn la va reviure al teatre Eszterházy el 1785.
Antígona, en què Zingarelli va adoptar alguns dels principis de reforma de l'òpera francesa, va guanyar poc favor a París; després d'això va evitar la innovació i es va conformar amb fórmules provades i segures.
Zingarelli va escriure 37 òperes principalment còmiques en una carrera prolífica. Entre 1785 i 1803 va escriure principalment per a La Scala de Milà, la primera que es va produir aquí va ser Alsinda. Va aconseguir l'èxit immediat amb Il mercato di Monfregoso i La secchia rapita. No obstant això, Giulietta e Romeo es considera avui dia sovint la seva millor òpera. La seva darrera òpera, Berenice, va aconseguir un èxit considerable en vida després de la seva producció inicial a Roma.
Les òperes supervivents inclouen:
- Montezuma (1781)
- Alsinda (1785)
- Ifigenia in Aulide (1787)
- Artaserse (1789)
- Antigone (1790)
- La morte di Cesare (1790)
- Pirro re di Epiro (1791)
- Annibale in Torino (1792)
- L'oracolo sannita (1792)
- Il mercato di Monfregoso (1792)
- Apelle (1793, revised as Apelle e Campaspe (1795)
- Quinto Fabio (1794)
- Il conte di Saldagna (1794)
- Gli Orazi e i Curiazi (1795)
- Giulietta e Romeo (1796)
- La morte di Mitridate (1797)
- Ines de Castro (1798)
- Carolina e Mexicow (1798)
- Meleagro (1798)
- Il ritratto (1799)
- Il ratto delle Sabine (1799)
- Clitennestra (1800)
- Edipo a Colono (1802)
- Il bevitore fortunato (1803)
- Berenice regina d'Armenia (1811)

Hi ha 4 obres dubtoses; i es van perdre 17 òperes, incloent:
- La secchia rapita (1793)
- Baldovino (1811) (libretto by Jacopo Ferretti)

## Música sagrada
En ser un catòlic profundament religiós, Zingarelli va dedicar la major part de la seva atenció a la misses, oratoris, cantates i motets. Per a Loreto va compondre 541 obres, entre les quals 28 misses.

El 1829, als 80 anys, va escriure una Cantata Sacra, basada en el capítol 12 del llibre d'Isaïes per al "Birmingham Music Festival". Aquesta va ser l'ocasió per al debut memorablement desfavorable del seu protegit i representant Michael Costa, de 19 anys. La intenció era que Costa assagés i dirigís l'obra, però J. B. Cramer i Thomas Greatorex el van donar un cop de colze i, en canvi, es van comprometre com a tenor solista en un altre concert. Malauradament, tant l'obra com el cant de Costa van rebre crítiques ferotges:
"Aquesta cantata] és una de les coses més manses i insípides que mai estàvem condemnats a escoltar: un munt d'escombraries comuns des de la primera fins a l'última nota. en Si bemoll durant mitja hora, s'aventura durant uns quants compassos en Fa, després torna a B, i hi ha un final". "Com a cantant [Costa] està molt per sota de la mediocritat, i no compensa les seves deficiències vocals amb la seva adreça personal, que és abundantment incòmode. Al teatre mentre canta l'aire "Nel furor delle tempeste" de Il pirata de Bellini i acompanyant-se, va tenir una escapada estreta. Les tempestes es van mostrar contagioses, i començaven a manifestar-se a les galeries, i s'havia quedat només uns instants. Més temps a l'escenari, hauria estat testimoni d'una tempesta en comparació amb la qual els rugits del seu propi Vesuvi no haurien semblat més que un murmuri."
Menys d'un mes abans de la seva mort va produir un oratori, La fugida a Egipte, i es diu que la seva missa de rèquiem, composta per al seu propi funeral, encarna el seu estil d'església més devocional.